# Delphyre macella
Delphyre macella là một loài bướm đêm thuộc phân họ Arctiinae, họ Erebidae.